# TNFSF11
TNFSF11 (англ. TNF superfamily member 11) – білок, який кодується однойменним геном, розташованим у людей на короткому плечі 13-ї хромосоми. Довжина поліпептидного ланцюга білка становить 317 амінокислот, а молекулярна маса — 35 478.
| 10         |  | 20         |  | 30         |  | 40         |  | 50         |
| ---------- |  | ---------- |  | ---------- |  | ---------- |  | ---------- |
| MRRASRDYTK |  | YLRGSEEMGG |  | GPGAPHEGPL |  | HAPPPPAPHQ |  | PPAASRSMFV |
| ALLGLGLGQV |  | VCSVALFFYF |  | RAQMDPNRIS |  | EDGTHCIYRI |  | LRLHENADFQ |
| DTTLESQDTK |  | LIPDSCRRIK |  | QAFQGAVQKE |  | LQHIVGSQHI |  | RAEKAMVDGS |
| WLDLAKRSKL |  | EAQPFAHLTI |  | NATDIPSGSH |  | KVSLSSWYHD |  | RGWAKISNMT |
| FSNGKLIVNQ |  | DGFYYLYANI |  | CFRHHETSGD |  | LATEYLQLMV |  | YVTKTSIKIP |
| SSHTLMKGGS |  | TKYWSGNSEF |  | HFYSINVGGF |  | FKLRSGEEIS |  | IEVSNPSLLD |
| PDQDATYFGA |  | FKVRDID    |  |            |  |            |  |            |

A: Аланін

C: Цистеїн

D: Аспарагінова кислота

E: Глутамінова кислота

F: Фенілаланін

G: Гліцин

H: Гістидин

I: Ізолейцин

K: Лізин

L: Лейцин

M: Метіонін

N: Аспарагін

P: Пролін

Q: Глутамін

R: Аргінін

S: Серин

T: Треонін

V: Валін

W: Триптофан

Кодований геном білок за функціями належить до рецепторів, цитокінів, білків розвитку. 
Задіяний у таких біологічних процесах, як диференціація клітин, альтернативний сплайсинг. 
Локалізований у клітинній мембрані, цитоплазмі, мембрані.
Також секретований назовні.